# La Proie (Crichton)
Pour les articles homonymes, voir La Proie et Prey.
La Proie (titre original : Prey) est un roman de science-fiction américain de Michael Crichton, publié en 2002.
Le livre touche à des thèmes relativement récents dans la communauté scientifiques tels que la vie artificielle et les nanotechnologies. Des champs tels que la dynamique des populations et la coévolution entre hôtes et parasites sont aussi au centre de l'intrigue.

## Résumé
Depuis quelque temps, Jack Forman, brillant ingénieur informaticien, est sans-travail. Contrairement à sa femme, Julia, qui travaille d'arrache-pied dans sa société, Xymos, société d'électronique qui s'intéresse plus précisément aux nanoparticules. Sans relâche, Julia reste dans son entreprise du matin au soir en délaissant sa famille dont sa plus jeune fille qui est malade. Jack se demande si elle n'aurait pas un amant mais Julia se fâche lorsqu'il évoque le problème. Jack est confronté à tous les problèmes d'un parent au foyer, il ne lui faudra pas que chercher du travail mais s'occuper de ses enfants et chercher à découvrir pourquoi Julia est si distante.
Un soir, Julia rentre alors que les enfants sont couchés et montre à Jack une vidéo de promotion des nanorobots fabriqués par son employeur, pénétrant à l'intérieur d'un malade. Cette même nuit, leur bébé Amanda hurle et présente un érythème que Jack voit s'étendre. Aux urgences où il l'emmène, on ne détecte rien d'anormal ; après une IRM la rougeur se résorbe d'elle-même. Jack rentre à la maison, Julia est distante et part au travail prétextant une urgence. Le lendemain Jack découvre que des objets ont été déplacés dans la maison. Il appelle sa sœur qui décide de venir juger par elle-même. Julia dîne avec eux en se comportant de façon étrange puis retourne au travail mais elle a un accident. Elle est gardée à l'hôpital en observation.
L'employeur de Julia offre une mission à Jack. Il est emmené par Ricky au centre de recherche situé au milieu du désert, où on lui montre comment sont fabriqués les nanorobots à partir de bactéries, mais sans vouloir lui montrer le code source. Ricky lui indique que, à la suite d'un problème de filtrage du système de climatisation, des nano-robots ont été expulsés dans le désert où ils ont évolué en essaims autonomes.